# Glossotrophia somaliata
Glossotrophia somaliata là một loài bướm đêm trong họ Geometridae.